# Eulechria
Eulechria är ett släkte av fjärilar. Eulechria ingår i familjen praktmalar, Oecophoridae.

## Bildgalleri

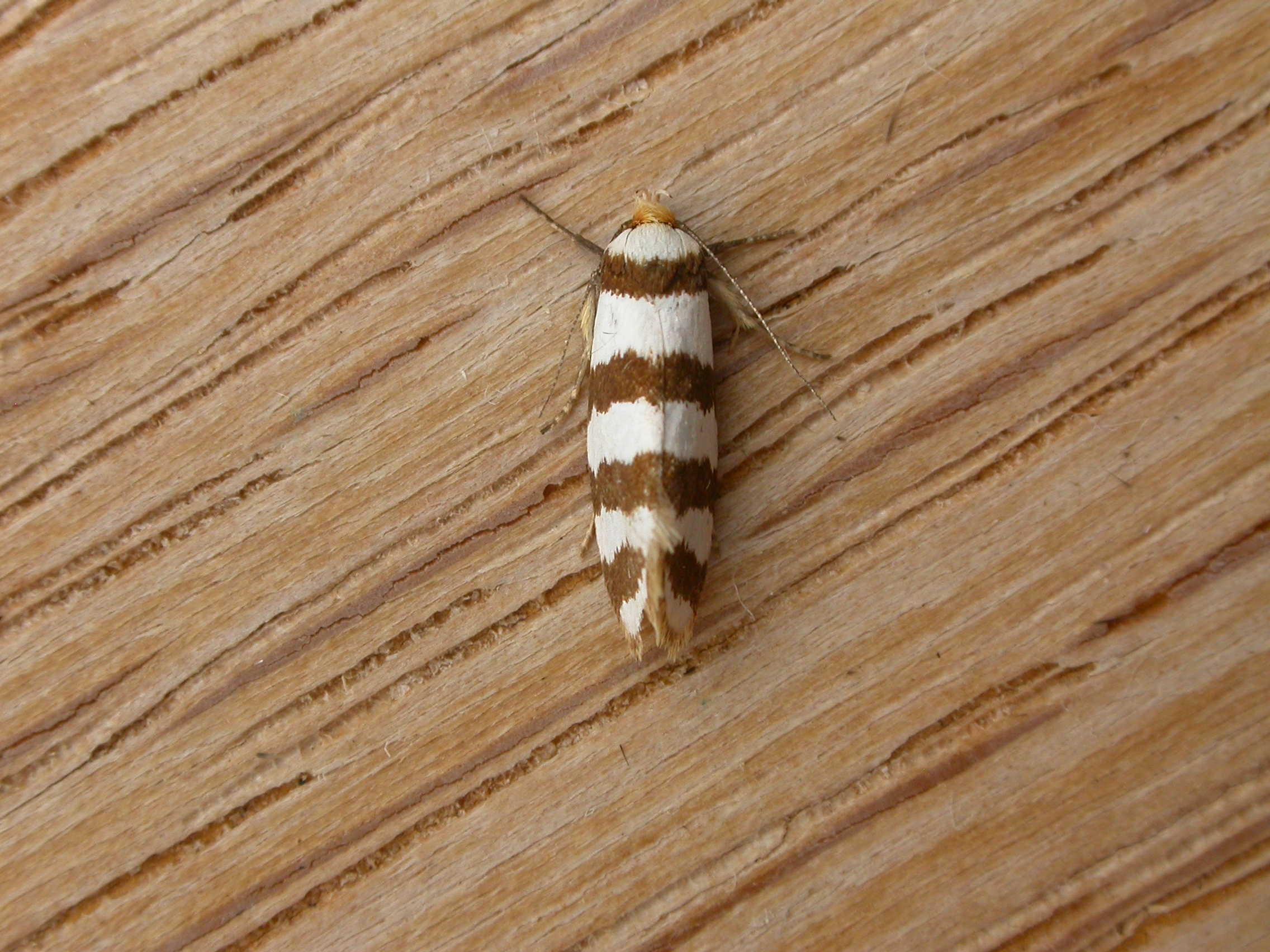
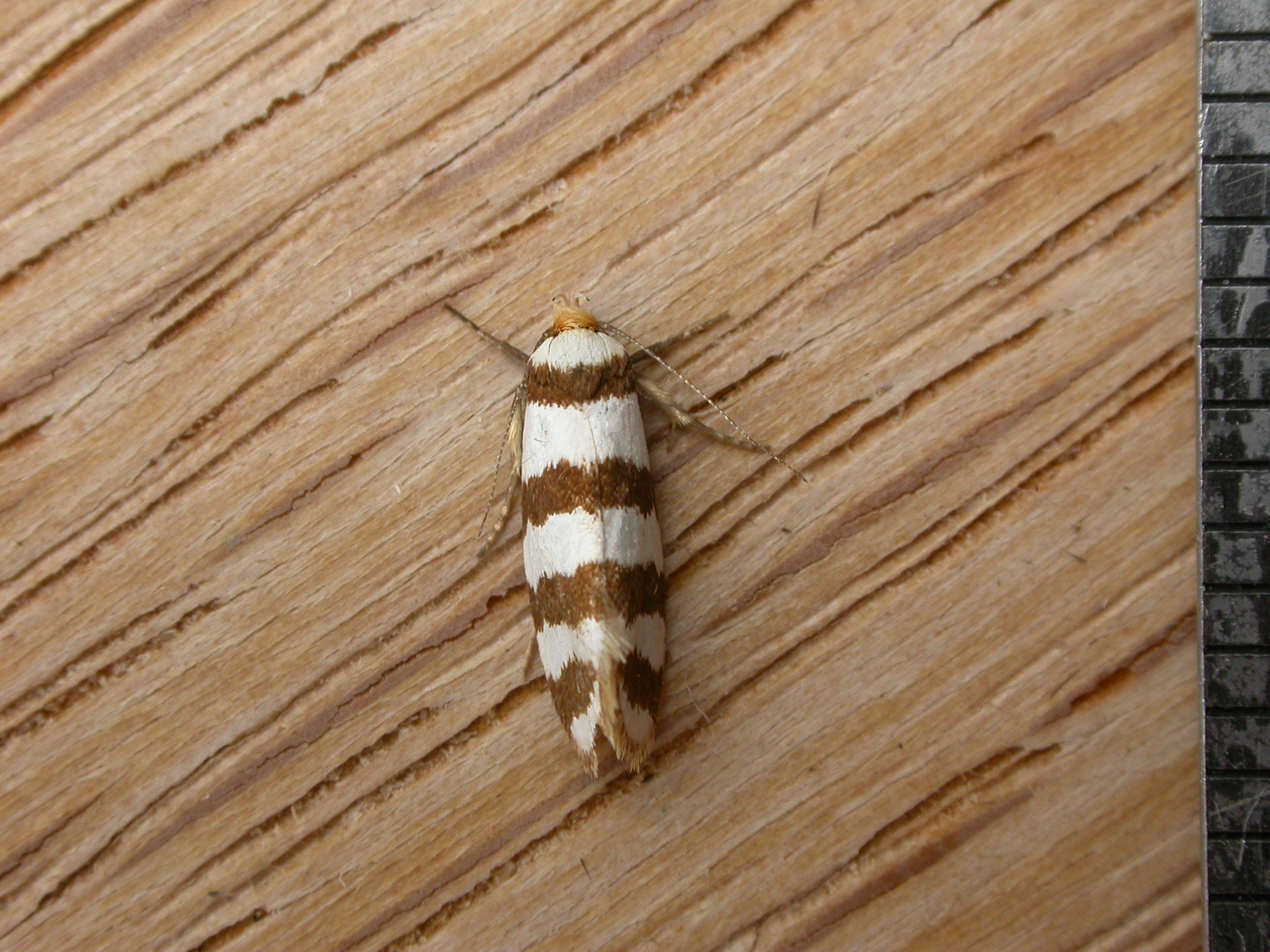
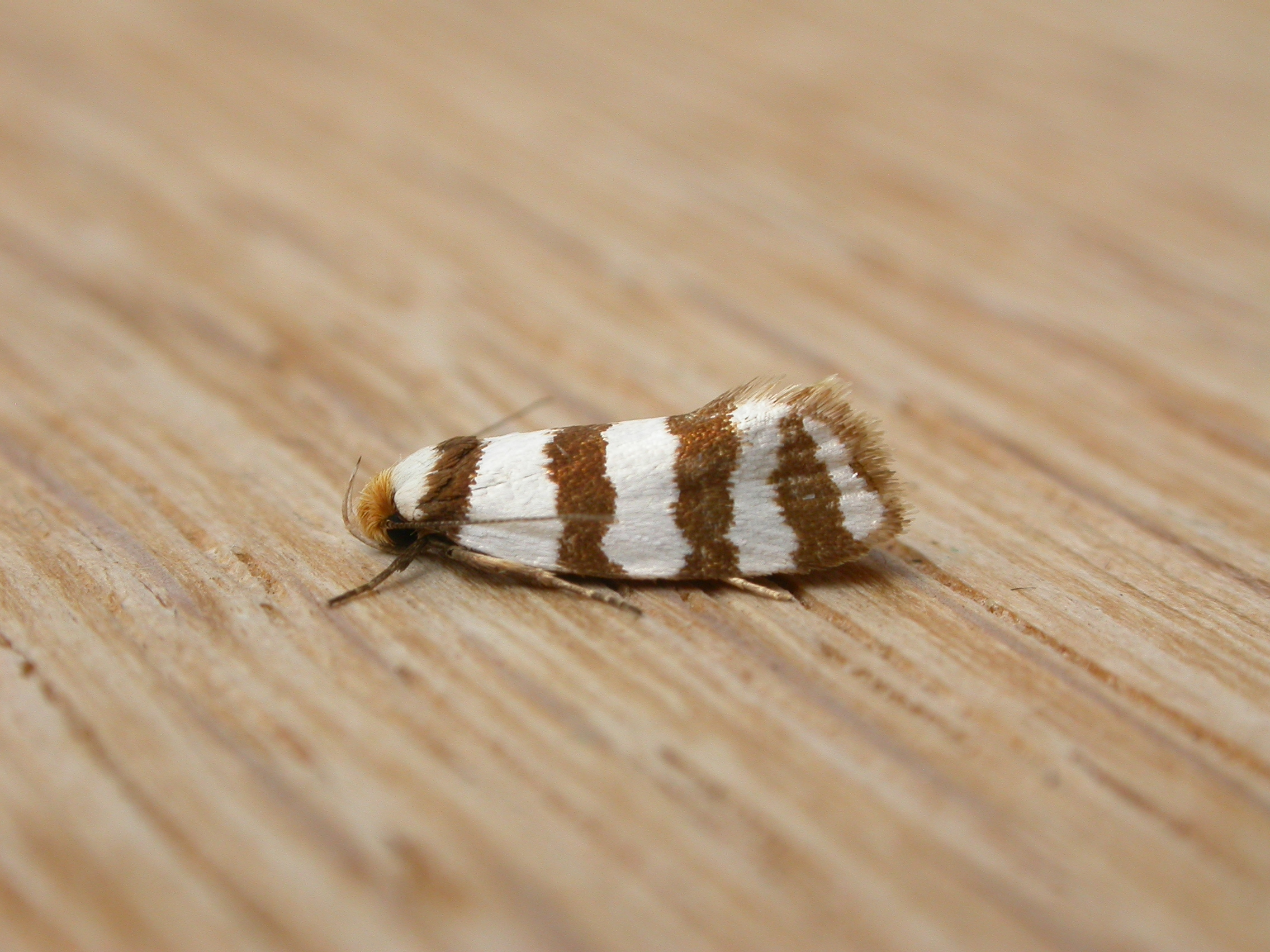
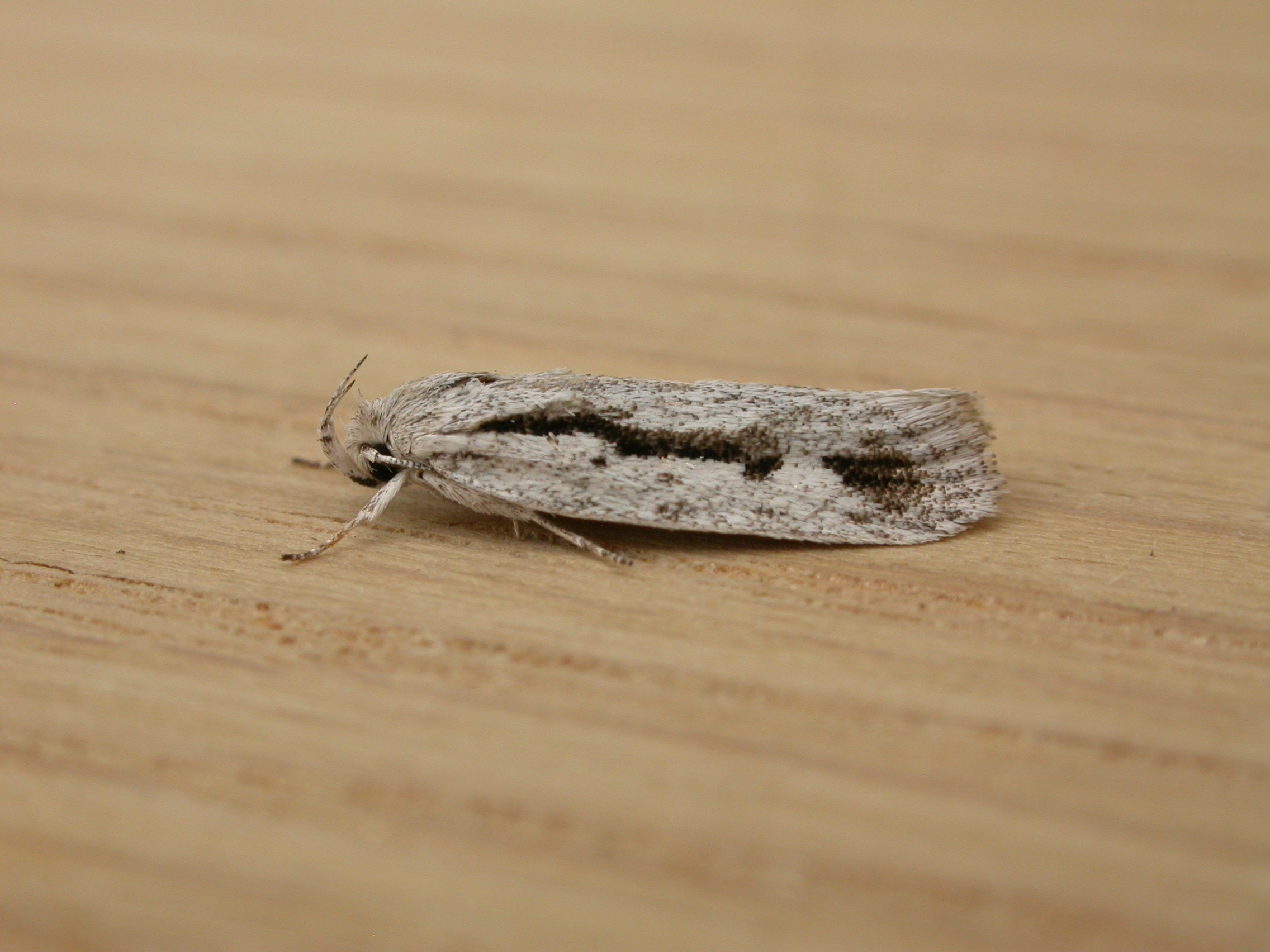
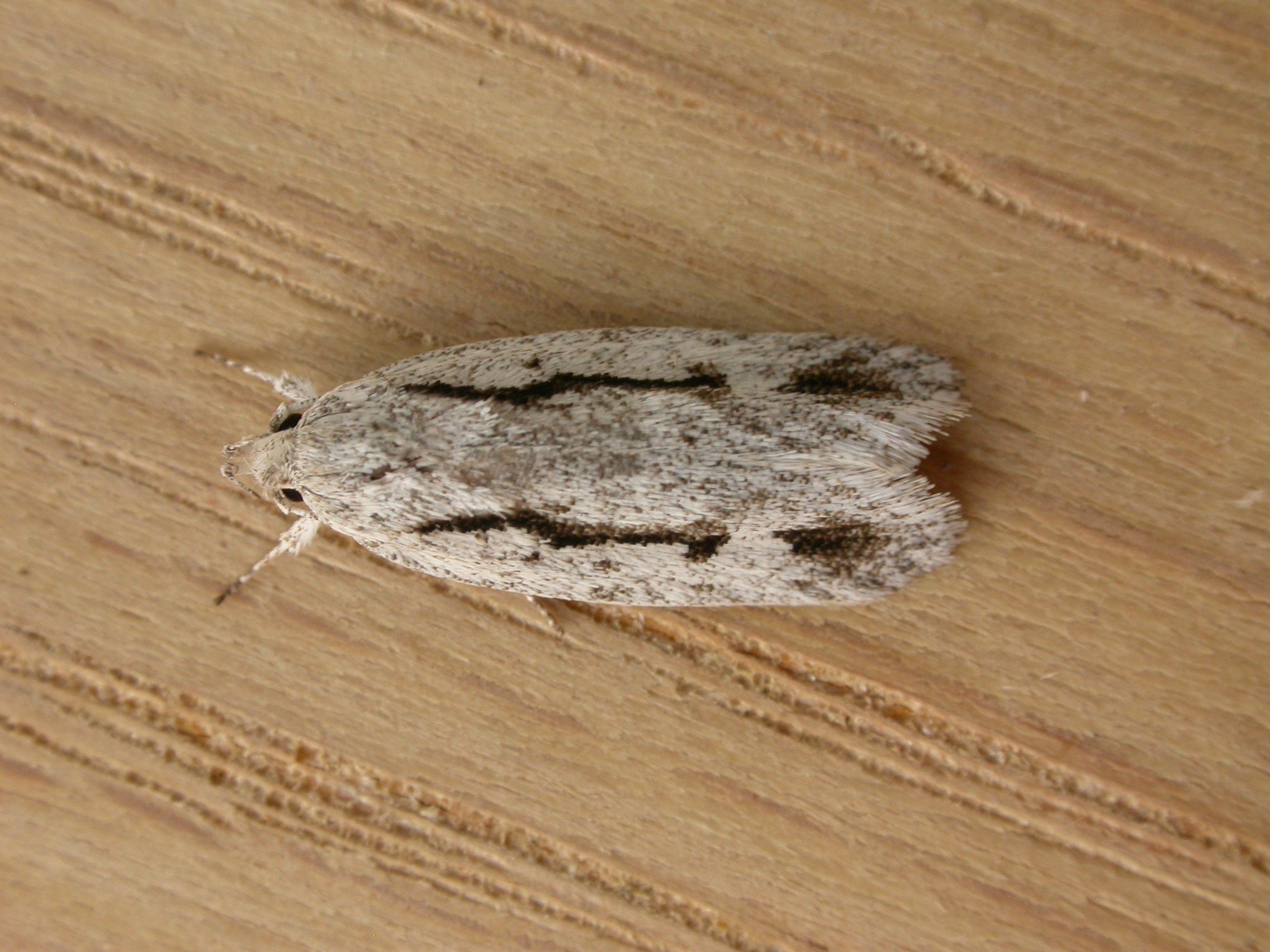
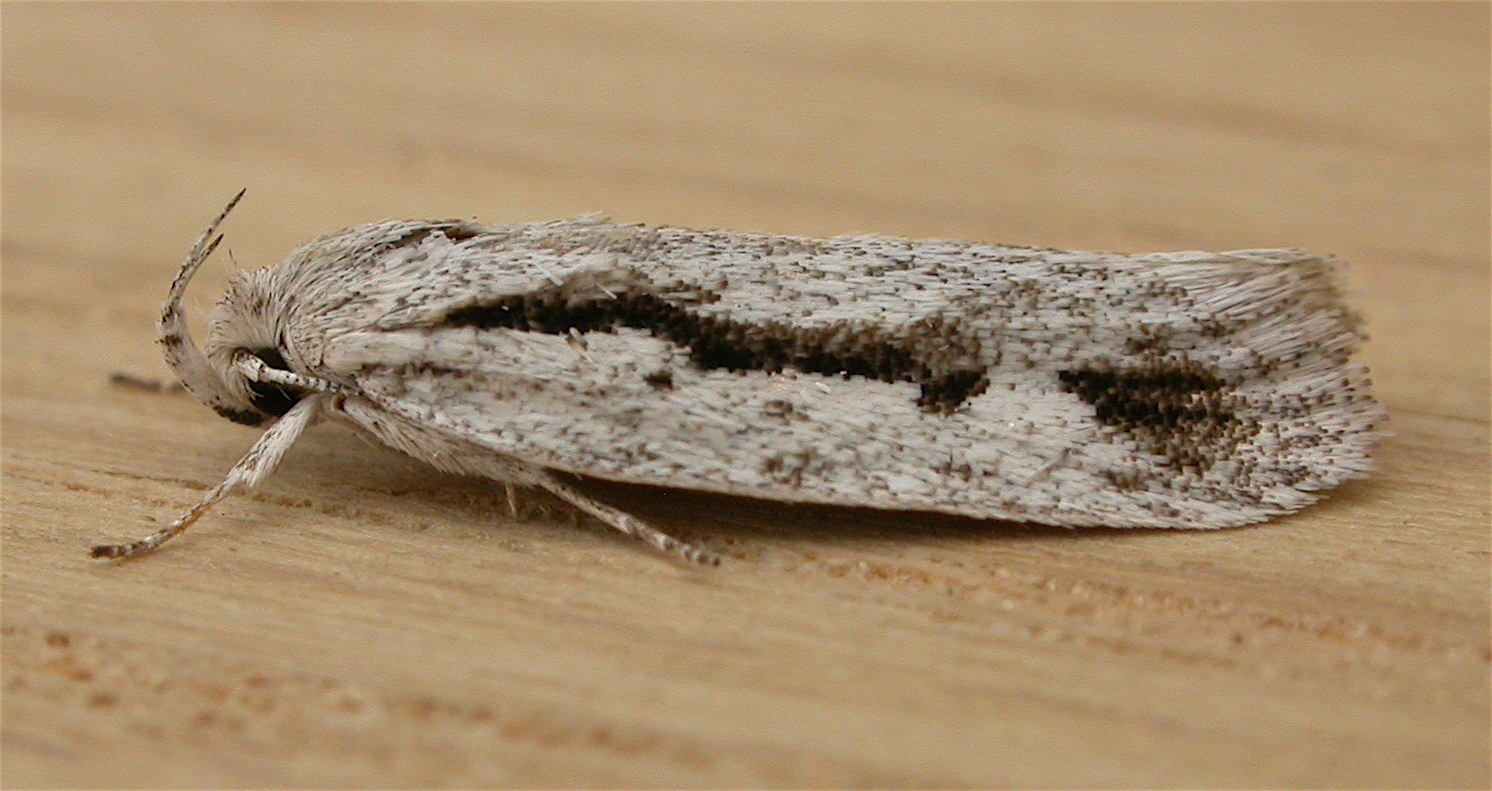

## Dottertaxa tillEulechria, i alfabetisk ordning[1]
- Eulechria abrithes
- Eulechria acedesta
- Eulechria aceraea
- Eulechria acerba
- Eulechria acervata
- Eulechria achalinella
- Eulechria achlyopa
- Eulechria achranta
- Eulechria aclita
- Eulechria acompsa
- Eulechria acrocapna
- Eulechria acropenthes
- Eulechria actias
- Eulechria adoxella
- Eulechria albida
- Eulechria albipalpis
- Eulechria alopecistis
- Eulechria amaloptera
- Eulechria amaura
- Eulechria amauropis
- Eulechria amolgaea
- Eulechria amphidyas
- Eulechria amphileuca
- Eulechria amphisema
- Eulechria amydrodes
- Eulechria anadesma
- Eulechria anarcha
- Eulechria anomophanes
- Eulechria antygota
- Eulechria aphanospila
- Eulechria aphaura
- Eulechria aphaurophanes
- Eulechria aquaria
- Eulechria araeoptera
- Eulechria archepeda
- Eulechria argochroa
- Eulechria argolina
- Eulechria argotoxa
- Eulechria asthenospila
- Eulechria atmopis
- Eulechria atmospila
- Eulechria atrisignis
- Eulechria autographa
- Eulechria autophyla
- Eulechria autophylla
- Eulechria axierasta
- Eulechria baryptera
- Eulechria basicapna
- Eulechria basipuncta
- Eulechria basisticha
- Eulechria basixantha
- Eulechria bathrogramma
- Eulechria bathrophaea
- Eulechria blosyrodes
- Eulechria botryospila
- Eulechria brachymita
- Eulechria brachystoma
- Eulechria brontomorpha
- Eulechria byrsochra
- Eulechria calamaea
- Eulechria callimeris
- Eulechria callisceptra
- Eulechria calothropha
- Eulechria camelaea
- Eulechria candida
- Eulechria canephora
- Eulechria capnonota
- Eulechria capnopleura
- Eulechria carbasea
- Eulechria cataplasta
- Eulechria catharistis
- Eulechria celata
- Eulechria centridias
- Eulechria centroleuca
- Eulechria centrotona
- Eulechria cephalanthes
- Eulechria cephalochrysa
- Eulechria ceratochroa
- Eulechria cerinata
- Eulechria chlorella
- Eulechria cholerodes
- Eulechria chorodoxa
- Eulechria chrysoloma
- Eulechria chrysomochla
- Eulechria cirrhocephala
- Eulechria cirrhopepla
- Eulechria clastosticha
- Eulechria cnecocrossa
- Eulechria cnecopasta
- Eulechria colonialis
- Eulechria commoda
- Eulechria comorrhoa
- Eulechria concolor
- Eulechria consimilis
- Eulechria convictella
- Eulechria corsota
- Eulechria cosmocrates
- Eulechria cosmosticha
- Eulechria cremnodes
- Eulechria cremnodisema
- Eulechria crepera
- Eulechria cretacea
- Eulechria crypsipyrrha
- Eulechria cryptea
- Eulechria curvilinea
- Eulechria cyclodesma
- Eulechria cyclophragma
- Eulechria cycnodes
- Eulechria cycnoptera
- Eulechria cyphocentra
- Eulechria cyrtoloma
- Eulechria decolor
- Eulechria dedecorata
- Eulechria delochorda
- Eulechria delospila
- Eulechria delotis
- Eulechria delotypa
- Eulechria deltacostamela
- Eulechria deltoloma
- Eulechria deltomela
- Eulechria diagramma
- Eulechria diasticha
- Eulechria dichroa
- Eulechria didymospila
- Eulechria difficilis
- Eulechria diploclethra
- Eulechria dochmotypa
- Eulechria drosocapna
- Eulechria dryocoetes
- Eulechria dryoterma
- Eulechria ductaria
- Eulechria dysaethria
- Eulechria dyscolleta
- Eulechria dysides
- Eulechria dysimera
- Eulechria dysphorata
- Eulechria dyspines
- Eulechria ebenospora
- Eulechria eborinella
- Eulechria egena
- Eulechria egregia
- Eulechria elaeota
- Eulechria elaphia
- Eulechria embolistis
- Eulechria embologramma
- Eulechria emmeles
- Eulechria empheres
- Eulechria encratodes
- Eulechria ephalta
- Eulechria epibosca
- Eulechria epicausta
- Eulechria epichrista
- Eulechria epiconia
- Eulechria epipercna
- Eulechria episema
- Eulechria epixesta
- Eulechria erebodes
- Eulechria erebomorpha
- Eulechria eremotropha
- Eulechria eriopa
- Eulechria eriphila
- Eulechria ethnitis
- Eulechria euadelpha
- Eulechria eualdes
- Eulechria euchlora
- Eulechria eucrypta
- Eulechria eurycneca
- Eulechria eurygramma
- Eulechria euzancla
- Eulechria exanimis
- Eulechria exigua
- Eulechria feniseca
- Eulechria fervescens
- Eulechria filifera
- Eulechria foedatella
- Eulechria fragilis
- Eulechria frigescens
- Eulechria fulvitincta
- Eulechria fumifera
- Eulechria glaberrima
- Eulechria glaphyrota
- Eulechria gonosema
- Eulechria gonostropha
- Eulechria grammatica
- Eulechria griseola
- Eulechria gypsochroa
- Eulechria gypsochyta
- Eulechria gypsomicta
- Eulechria gypsota
- Eulechria habrophanes
- Eulechria haemopa
- Eulechria halmopeda
- Eulechria haplopepla
- Eulechria haplopolia
- Eulechria haplosticta
- Eulechria haplostola
- Eulechria helictis
- Eulechria heliocoma
- Eulechria heliodora
- Eulechria hemichrysa
- Eulechria hemiphanes
- Eulechria heptasticta
- Eulechria hermatopis
- Eulechria hetaerica
- Eulechria hexasticta
- Eulechria hiemalis
- Eulechria holmodes
- Eulechria holodascia
- Eulechria holopsara
- Eulechria homochalca
- Eulechria homochra
- Eulechria homophanes
- Eulechria homophylla
- Eulechria homospora
- Eulechria homoteles
- Eulechria homoxesta
- Eulechria hymenaea
- Eulechria hyperchlora
- Eulechria hypnotis
- Eulechria hypopolia
- Eulechria ichneuta
- Eulechria icmaea
- Eulechria increta
- Eulechria indecora
- Eulechria infestata
- Eulechria instructa
- Eulechria irenaea
- Eulechria ischnodes
- Eulechria ischnophanes
- Eulechria isopsepha
- Eulechria isotima
- Eulechria jugata
- Eulechria laxeuta
- Eulechria leptobela
- Eulechria leptochorda
- Eulechria leptochroma
- Eulechria leptogramma
- Eulechria leptopasta
- Eulechria leucocrossa
- Eulechria leucodelta
- Eulechria leucopelta
- Eulechria leucophanes
- Eulechria leucopis
- Eulechria leucostephana
- Eulechria limata
- Eulechria lissophanes
- Eulechria lissopolia
- Eulechria lithodora
- Eulechria litopis
- Eulechria machinosa
- Eulechria macrostola
- Eulechria maesta
- Eulechria malacoptera
- Eulechria mathematica
- Eulechria mediolinea
- Eulechria megalophanes
- Eulechria megalospora
- Eulechria melanogramma
- Eulechria melanogypsa
- Eulechria melesella
- Eulechria melichyta
- Eulechria menodes
- Eulechria meraca
- Eulechria mesamydra
- Eulechria mesophragma
- Eulechria mesoscia
- Eulechria metabapta
- Eulechria metaleuca
- Eulechria metata
- Eulechria metaxutha
- Eulechria micranepsia
- Eulechria mobilis
- Eulechria mochlastis
- Eulechria modica
- Eulechria molybdea
- Eulechria monoda
- Eulechria monoides
- Eulechria monospila
- Eulechria monozona
- Eulechria mucida
- Eulechria mutabilis
- Eulechria myriospila
- Eulechria myrochrista
- Eulechria napaea
- Eulechria nebritis
- Eulechria nepheloma
- Eulechria nephelopa
- Eulechria nephelospila
- Eulechria nephobola
- Eulechria niphobola
- Eulechria niphogramma
- Eulechria nomistis
- Eulechria notera
- Eulechria ochlophila
- Eulechria ochrocneca
- Eulechria ochromochla
- Eulechria ochrophaea
- Eulechria ochrophara
- Eulechria ochrosarca
- Eulechria oenoessa
- Eulechria ombrodes
- Eulechria ombrophora
- Eulechria omopasta
- Eulechria omosema
- Eulechria omospila
- Eulechria optalea
- Eulechria orbitalis
- Eulechria orbitosa
- Eulechria orecta
- Eulechria ortholoma
- Eulechria oxyptila
- Eulechria pachychorda
- Eulechria pacifera
- Eulechria pallidella
- Eulechria pantelella
- Eulechria paragypsa
- Eulechria paraleuca
- Eulechria parocrana
- Eulechria pasteoptera
- Eulechria paurogramma
- Eulechria pauromorpha
- Eulechria pedetis
- Eulechria pediaula
- Eulechria peisteria
- Eulechria pelina
- Eulechria pelodora
- Eulechria pentaspila
- Eulechria pentasticta
- Eulechria perangusta
- Eulechria percna
- Eulechria perdita
- Eulechria perioeca
- Eulechria perixantha
- Eulechria perpetua
- Eulechria petrinodes
- Eulechria phaeina
- Eulechria phaeochorda
- Eulechria phaeodelta
- Eulechria phaeogramma
- Eulechria phaeomochla
- Eulechria phaeopepla
- Eulechria phaeopsamma
- Eulechria phaeosceptra
- Eulechria phaeostephes
- Eulechria philostaura
- Eulechria philotherma
- Eulechria phlaura
- Eulechria phoenissa
- Eulechria phoryntis
- Eulechria photinopis
- Eulechria physica
- Eulechria picimacula
- Eulechria pissina
- Eulechria pissograpta
- Eulechria pithanodes
- Eulechria placophaea
- Eulechria plagiophaea
- Eulechria plagiosticha
- Eulechria platyphaea
- Eulechria platyrrhabda
- Eulechria plesiosperma
- Eulechria plesiosticta
- Eulechria pleurocapna
- Eulechria pleurostichg
- Eulechria plicilinea
- Eulechria plinthochroa
- Eulechria poecilella
- Eulechria polistes
- Eulechria polybalia
- Eulechria polymita
- Eulechria polypenthes
- Eulechria prepodes
- Eulechria proscedes
- Eulechria psammochroa
- Eulechria psarophanes
- Eulechria psathyropa
- Eulechria psichiodes
- Eulechria publicana
- Eulechria pudica
- Eulechria puellaris
- Eulechria pulvifera
- Eulechria punicea
- Eulechria pusilla
- Eulechria pycnographa
- Eulechria quaerenda
- Eulechria relevata
- Eulechria rhabdora
- Eulechria rhadinodes
- Eulechria rhadinosticha
- Eulechria rhodobapta
- Eulechria rhodoloma
- Eulechria rhymodes
- Eulechria roborata
- Eulechria ruinosa
- Eulechria salsicola
- Eulechria schalidota
- Eulechria sciaphila
- Eulechria scioëssa
- Eulechria scioides
- Eulechria sciophanes
- Eulechria scitula
- Eulechria scotiodes
- Eulechria scythropa
- Eulechria semantica
- Eulechria semelella
- Eulechria semidalis
- Eulechria semnostola
- Eulechria sericopa
- Eulechria siccella
- Eulechria similis
- Eulechria sordidella
- Eulechria spilophora
- Eulechria spilophracta
- Eulechria stadiota
- Eulechria stenodes
- Eulechria stenophylla
- Eulechria stenoptila
- Eulechria stephanota
- Eulechria stereospila
- Eulechria sthenopis
- Eulechria stichoptis
- Eulechria stigmatophora
- Eulechria stoechodes
- Eulechria stramentaria
- Eulechria stramenticia
- Eulechria styracista
- Eulechria suppletella
- Eulechria synaptospila
- Eulechria synchroa
- Eulechria syncolla
- Eulechria synnephes
- Eulechria tacita
- Eulechria tanyscia
- Eulechria tanysticha
- Eulechria tephrochroa
- Eulechria tephropolia
- Eulechria tetraploa
- Eulechria tetratherma
- Eulechria textilis
- Eulechria themerodes
- Eulechria thetica
- Eulechria theticophara
- Eulechria thiobaphes
- Eulechria thiocrossa
- Eulechria threnodes
- Eulechria thrincotis
- Eulechria thrineotis
- Eulechria timida
- Eulechria torvella
- Eulechria tranquilla
- Eulechria transversella
- Eulechria triferella
- Eulechria trigonosema
- Eulechria tropica
- Eulechria typicantha
- Eulechria tyrodes
- Eulechria umbrifera
- Eulechria umbrosa
- Eulechria vaporata
- Eulechria variegata
- Eulechria velata
- Eulechria vicina
- Eulechria viduata
- Eulechria virgata
- Eulechria xanthocephala
- Eulechria xanthocrossa
- Eulechria xanthophylla
- Eulechria xanthostephana
- Eulechria xipheres
- Eulechria xipholeuca
- Eulechria xiphopepla
- Eulechria xuthocrana
- Eulechria xuthophylla
- Eulechria xuthoptila
- Eulechria xylopterella
- Eulechria zalodes
- Eulechria zemiodes
- Eulechria zophoessa
- Eulechria zophoptera
- Eulechria zoropa